# Operation Moses

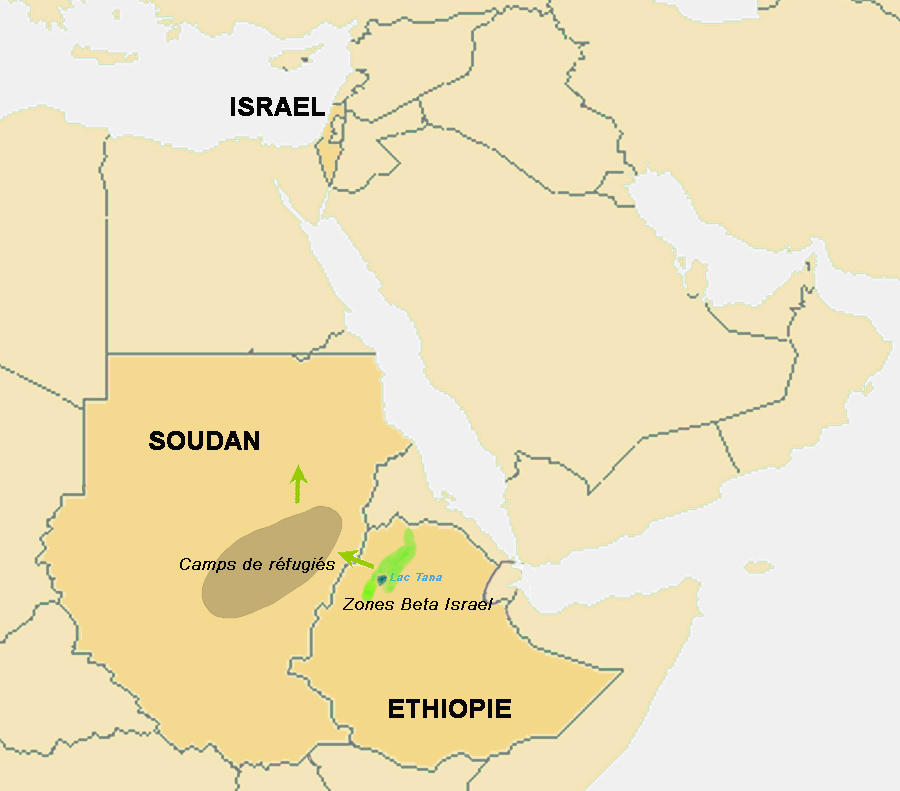
Die Evakuierung der Falaschen

Die Operation Moses, benannt nach dem biblischen Mose, war die geheime Evakuierung von fast 8000 äthiopischen Juden nach Israel zwischen dem 21. November 1984 und dem 5. Januar 1985.

## Ausgangslage
Während der Hungersnot in Äthiopien 1984–1985 flohen Tausende Juden aus Äthiopien in den Sudan, wo sie zusammen mit Moslems und Christen in Flüchtlingslagern (sogenannten „Hungerlagern“) untergebracht wurden. Schätzungen gehen von etwa 4000 Falaschen aus, die auf der Flucht infolge von Bürgerkrieg, Hunger, und Krankheiten auf dem langen Fußmarsch umgekommen sind. Der Staat Israel entschied sich, die jüdischen Flüchtlinge aufzunehmen und aus dem Sudan zu evakuieren. Das begann Anfang der 1980er Jahre mit geheimen Evakuierungsmaßnahmen des Mossad, zuerst über Schiffe und dann über Flugzeuglandungen auf abgelegenen Wüstenpisten. Hauptquartier des Mossad war ein zur Tarnung betriebenes touristisches Tauchressort im sudanesischen Arous am Roten Meer. Aufgrund der drohenden Hungersnöte beschloss man, das Unternehmen zu beschleunigen und bestach den sudanesischen Präsidenten (zusätzlich gab es diplomatischen Druck von den Amerikanern), der eine Evakuierung über Khartum erlaubte unter Voraussetzung völliger Geheimhaltung. Hierfür benötigte Israel die Unterstützung durch eine neutrale Fluggesellschaft. Es wurden Kontakte mit dem belgischen Unternehmer Georges Gutelman aufgenommen, der die Flugzeuge seiner Charterfluggesellschaft Trans European Airways (TEA) vom Unternehmen Israel Aircraft Industries warten ließ und zuvor schon mit der israelischen Regierung zusammengearbeitet hatte. Die Trans European Airways hatte in der Vergangenheit mehrfach Pilgerflüge im Auftrag nordafrikanischer Fluggesellschaften nach Mekka ausgeführt, so dass die Anwesenheit von TEA-Maschinen im Sudan keinen Verdacht erwecken würde. Gutelman stimmte der Verwendung seiner Flugzeuge zu. Die Flüge konnten jedoch nicht direkt nach Israel erfolgen, da in diesem Fall der ägyptische Luftraum hätte durchquert werden müssen und die Geheimhaltung der Operation nicht mehr gewährleistet gewesen wäre. Gutelman entschied sich, die Flüge über den Flughafen Brüssel-Zaventem auszuführen, den Heimatflughafen der TEA. Hierfür wurde das Einverständnis der belgischen Regierung benötigt. Im belgischen Justizminister Jean Gol fand Gutelman einen Unterstützer, sodass die Flüge schließlich mit Zustimmung des belgischen Premierministers Wilfried Martens beginnen konnten.

## Durchführung
Zwischen dem 21. November 1984 und dem 5. Januar 1985 wurden fast 7000 Falaschen auf dem Luftweg mit Flugzeugen der TEA nach Israel gebracht. Die vom Sudan erlaubten Flüge wurden nachts im Geheimen durchgeführt. Dazu wurden die Flüchtlinge mit Bussen zu einem stillgelegten Teil eines Militärflugplatzes in der Nähe von Khartum gebracht und von dort über Brüssel nach Israel ausgeflogen. Nachdem der ehemalige israelische Minister Arie Leib Dulzin in einem Interview erste Informationen über die Flüge preisgegeben hatte, wurde darüber unter anderem in der New York Times berichtet. Am 5. Januar 1985 hielt der israelische Ministerpräsident Schimon Peres eine Pressekonferenz ab. Dabei wurde er von Journalisten auf die geheimen Flüge angesprochen und bestätigte diese. Auf Druck der arabischen Staaten entzog der Sudan der Fluggesellschaft TEA noch am selben Tag die Landerechte. Zu diesem Zeitpunkt hatte die Fluggesellschaft ca. 35 Flüge durchgeführt und insgesamt etwa 7000 Flüchtlinge nach Israel befördert. Nach dem Bekanntwerden der Operation blieben zunächst etwa 1000 Falaschen im Sudan zurück.
Die Ankömmlinge wurden in Israel anfänglich freudig begrüßt. Die Operation Moses war ein Erfolgserlebnis angesichts einer Wirtschaftskrise, des militärischen Konflikts im Libanon und einer nachlassenden Einwanderung nach Israel. Kleidung, Spielsachen, Geld, kostenlose medizinische Versorgung und Sprachunterricht wurden von der israelischen Bevölkerung gespendet.

## Weitere Entwicklung
800 der Zurückgebliebenen wurden erst im März desselben Jahres im Rahmen der Operation Joshua nach Israel gebracht. Sie kam auf Vermittlung des amerikanischen Vizepräsidenten George Bush zustande und wurde von der CIA durchgeführt. Die äthiopischen Juden wurden nicht mehr zum Flughafen in Khartum gebracht, sondern zum verlassenen Flughafen Al-Azaza bei al-Qadarif im Osten des Sudan.
Auch nach Abschluss dieser Operation gab es immer noch mehr als 1600 Waisenkinder in Israel, die ihre Familien in Äthiopien oder dem Sudan zurückgelassen bzw. verloren hatten. Die Operationen Salomon (1991) und Taubenflügel (2011) vervollständigten die Einwanderung der Falaschen nach Israel.

## Folgen

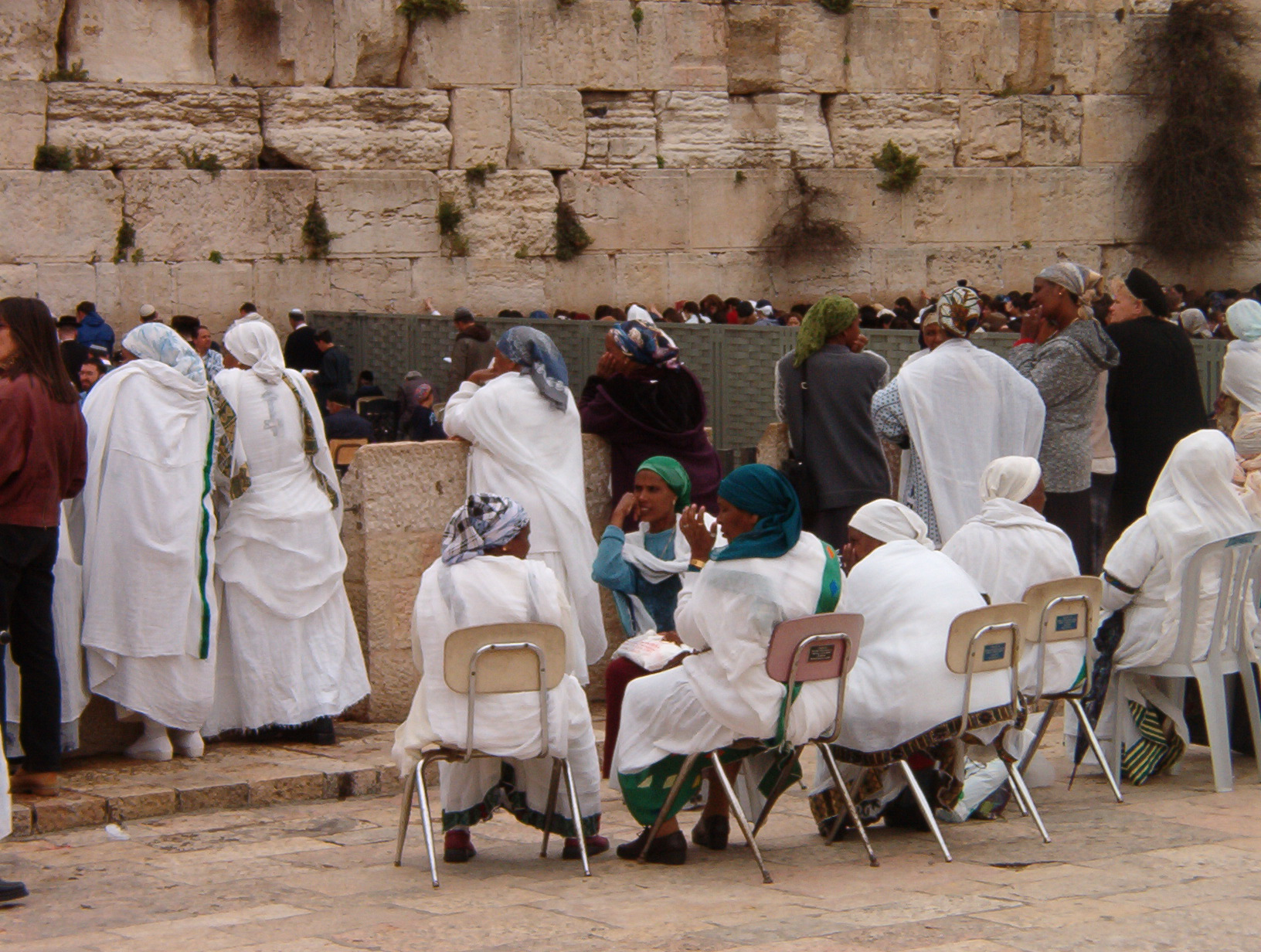
Falaschische Frauen vor der Klagemauer in Jerusalem

Obwohl die Rabbiner in Israel die Falaschen als jüdisch erklärten, wurden sie anfangs von einem Großteil der israelischen Bevölkerung nicht akzeptiert. Man meinte, die Falaschen seien weder jüdisch noch gut genug gebildet und würden gefährliche afrikanische Krankheiten nach Israel einschleppen.
Eine große Schwierigkeit für die Falaschen selber war der plötzliche Wechsel von ihrem gewohnten Agrarleben hin zu einem modernen, entwickelten Stadtleben. Außerdem fiel es den meisten schwer, die Landessprache Ivrit zu erlernen. Während den jüngeren Falaschen die Integration meistens relativ leicht fiel, leben besonders die Älteren oftmals mehr in der Vergangenheit als in der Gegenwart. Pnina Tamano-Schata wurde 2013 als erste äthiopische Jüdin in die Knesset gewählt.
Bis heute ist die Integration der Falaschen schwierig geblieben. Es gab und gibt immer noch Rabbiner, die ihr Jüdischsein anzweifeln. Zu den prominentesten zählen bzw. zählten: Elasar Menachem Schach, Yosef Shalom Eliashiv, Schlomo Salman Auerbach und Moshe Feinstein.

## Filme
Ein Film, der vor dem Hintergrund der Operation Moses spielt, ist Geh und lebe (Va, Vis et Deviens; 2005) von Radu Mihăileanu. Im Dokumentarfilm Code Name Silence (Kod Schtika; 2005) von Yifat Kedar werden Vorfälle von Missbrauch an Flüchtlingen durch vom Mossad angeheuerte äthiopische Helfer behandelt. Der Film The Red Sea Diving Resort (2019) von Gideon Raff basiert auf der Operation Moses.